# 北上信用金庫
北上信用金庫（きたかみしんようきんこ、英語：Kitakami Shinkin Bank）は、岩手県北上市に本店を置く信用金庫である。事業区域は岩手県北上市、西和賀町、金ケ崎町と花巻、奥州両市の一部としている。
西和賀町の指定金融機関を受託している。

## 沿革
- 1948年（昭和23年）9月 - 黒澤尻信用組合として設立。
- 1952年（昭和27年）8月 - 信用金庫法に基づき、黒澤尻信用金庫に改組。
- 1954年（昭和29年）8月 - （初代）北上市制施行（同年4月1日）に伴い、北上信用金庫に改称。

## 店舗・ATM
北上市に8店舗と和賀郡西和賀町（旧：湯田町域）に1店舗を構えている。
店外ATMは、北上市と西和賀町に他金融機関との共同使用を含め計10ヶ所を有する。
最新の情報や詳細は公式サイトの 店舗・ATM を参照。

## totoの払い戻し店
スポーツ振興くじ（toto）当選券の払い戻し店は、北上市本通り一丁目の本店でのみ取り扱う。

## 不祥事
現金着服事件とカードローン不正流用事件が発生及びそれを隠蔽したことに関し、「金庫の法令等遵守態勢及び経営管理態勢に重大な問題があると認められた」として、2007年2月2日に東北財務局から業務改善命令を受けた。